# Soulwave

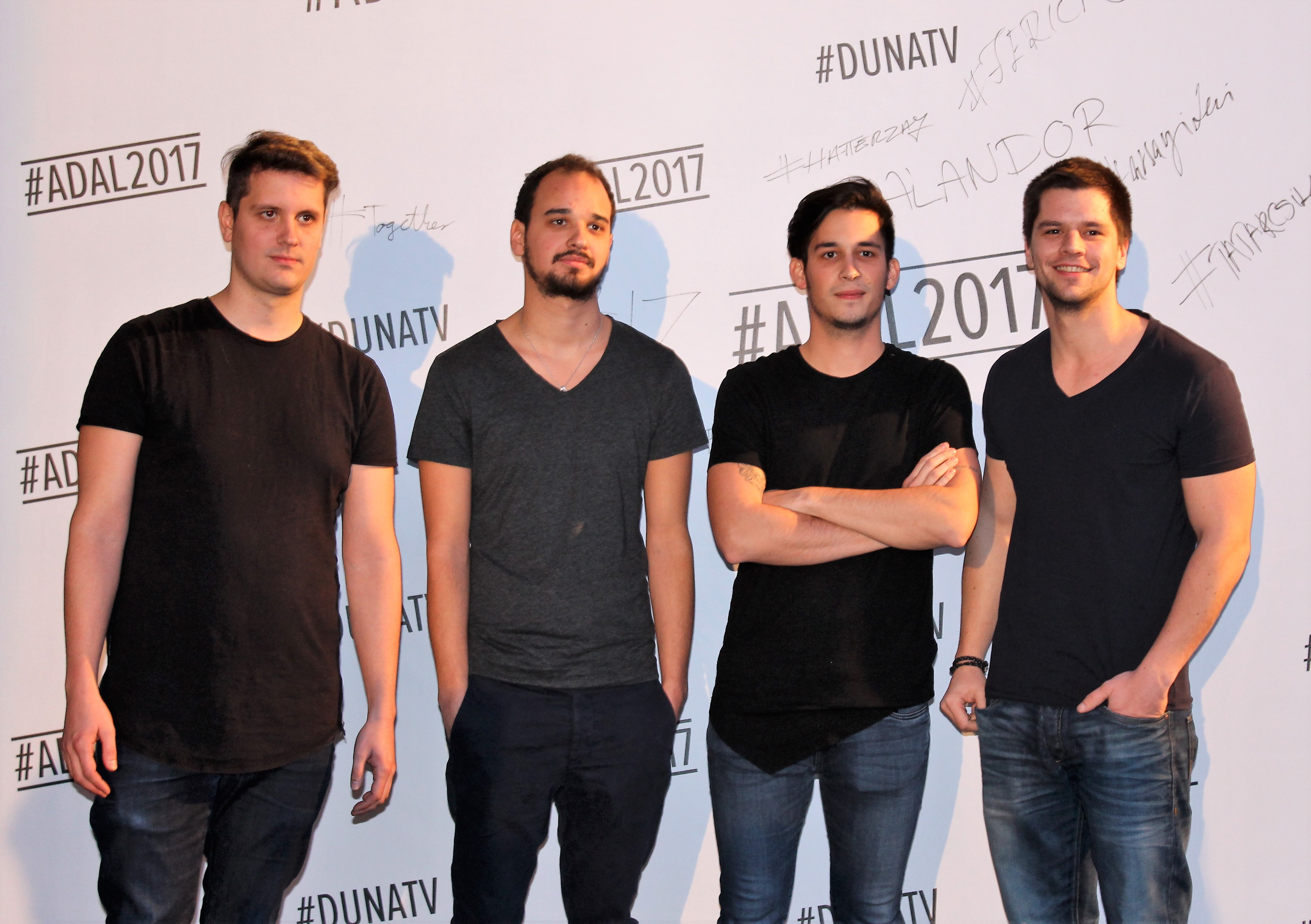
A Soulwave a 2017-es Eurovíziós Dalfesztivál magyarországi előválogatójának első sajtótájékoztatóján 2016. december 8-án a budapesti Akvárium Klubban

A Soulwave egy Fonogram és Petőfi Zenei Díjas alternatív hatásokkal rendelkező magyar popzenekar, a 2017-es Eurovíziós Dalfesztivál magyarországi előválogatójának döntőse.

## Története
A zenekart 2007-ben alapította Fodor Máté. A kezdeti szárnypróbálgatások után, 2014-ben jelentette meg  a zenekar megjelentette első magyar nyelvű dalát "Szélcsend" címmel, amely a Petőfi Rádióban debütált és végül a slágerlista 27. helyéig jutott, ami döntően befolyásolta a zenekar döntését, miszerint a továbbiakban magyar nyelvű dalokat jelentetnek meg.
A Soulwave lemezszerződést kötött a Universal Music Group, magyarországi kiadójával, az első náluk megjelent dal a 'Mindent Elhittem' című kislemez volt, amely több hétig a Petőfi slágerlistáján foglalt helyet. Ezt követte az ősszel megjelent Kalandor című daluk, ami azonnal sláger lett, egyszerre vezette a Class FM és a Petőfi Rádió toplistáit, december 8-án pedig kiderült, hogy bekerült a 2017-es Eurovíziós Dalfesztivál magyarországi előválogatójába, ahol a döntőig jutottak a közönség szavazatai alapján.
2017-ben a zenekar elnyerte Az Év Felfedezettje díjat a Petőfi Zenei Díjon, a Kalandort pedig Comet díjra jelölték, az év dala kategóriában. Szintén ebben az évben jelentek meg Szaladok illetve a Nehezen Múlik című dalaik, amelyek vezették a Petőfi Rádió slágerlistáját. 2018-ban a Soulwave Fonogram díjat kapott az év felfedezettjeként, majd megjelentette első nagylemezét.
2019-ben a Minden Tévedésem című daluk Szakács Gergő közreműködésével készült el, és több hónapig vezette a hazai rádiós listákat. A zenekar következő nagylemeze 2022-ben Viharok címmel jelent meg, amit egy évvel később a Merülés album követett, amelyről a Miattad című kislemez volt a Petőfi Rádió legtöbbet játszott dala 2023-ban. A zenekarnak 2016 óta minden évben volt legalább egy MAHASZ Toplistás slágere, a legnagyobb videó megosztón pedig több mint 70 millió lejátszásuk van.

## Tagok

### Jelenlegi tagok
- Fodor Máté
- Varga Gergő
- Pap Attila
- Tóth Barnabás

## Diszkográfia

### Szólólemezek
| Év   | Album                                                       | Legmagasabb helyezés | Minősítés  |
| Év   | Album                                                       | MAHASZ Top 40        | Minősítés  |
| ---- | ----------------------------------------------------------- | -------------------- | ---------- |
| 2018 | Soulwave - 1. stúdióalbum - Megjelenés: 2018. április 27.   | 36                   | 3X Platina |
| 2022 | Viharok - 2. stúdióalbum - Megjelenés: 2022. szeptember 29. |                      |            |
| 2023 | Merülés - 3. stúdióalbum - Megjelenés: 2023. december 15.   |                      |            |

### Kislemezek
| Év   | Év                                   | Legmagasabb helyezés | Legmagasabb helyezés | Legmagasabb helyezés | Legmagasabb helyezés | Legmagasabb helyezés | Album           |
| Év   | Év                                   | MAHASZ Radio Top 40  | MAHASZ Singles       | Class FM             | Petőfi TOP 40        | Viva Chart           | Album           |
| ---- | ------------------------------------ | -------------------- | -------------------- | -------------------- | -------------------- | -------------------- | --------------- |
| 2014 | Szélcsend                            |                      |                      |                      | 27                   |                      | Soulwave (2018) |
| 2016 | Mindent elhittem                     |                      |                      |                      | 11                   | 5                    | Soulwave (2018) |
| 2016 | Kalandor                             | 3                    | 2                    | 1                    | 1                    |                      | Soulwave (2018) |
| 2017 | Szaladok                             | 18                   |                      |                      | 1                    | 14                   | Soulwave (2018) |
| 2017 | Nehezen Múlik                        | 25                   | 36                   |                      | 1                    |                      | Soulwave (2018) |
| 2018 | Hazakísérlek                         | 31                   |                      |                      | 1                    |                      | Soulwave (2018) |
| 2019 | Te Maradtál                          | 13                   |                      |                      | 1                    |                      | Viharok (2022)  |
| 2019 | Minden Tévedésem feat. Szakács Gergő | 23                   | 5                    |                      | 10                   |                      | Viharok (2022)  |
| 2020 | Boldognak Lenni                      | 18                   |                      |                      | 1                    |                      | Viharok (2022)  |
| 2021 | Sajnálom                             | 40                   |                      |                      | 1                    |                      | Viharok (2022)  |
| 2021 | Sorstalan                            |                      |                      |                      | 7                    |                      | Viharok (2022)  |
| 2022 | Ellentétek                           |                      |                      |                      | 1                    |                      | Viharok (2022)  |
| 2023 | Miattad                              | 36                   |                      |                      | 1                    |                      | Merülés (2023)  |

## Klipek
| Hely | Zene                | YouTube megtekintés | Megjelenés dátuma    |
| ---- | ------------------- | ------------------- | -------------------- |
| 1.   | Kalandor            | 11,725 millió       | 2016. október 14.    |
| 2.   | Minden Tévedésem    | 9,730 millió        | 2019. november 6.    |
| 3.   | Nehezen Múlik       | 9,305 millió        | 2017. november 1.    |
| 4.   | Mindent Elhittem    | 6,125 millió        | 2016. május 10.      |
| 5.   | Ami Nem Öl Meg      | 3,535 millió        | 2020. március 26.    |
| 6.   | Miattad             | 3,365 millió        | 2023. május 26.      |
| 7.   | Boldognak lenni     | 2,735 millió        | 2020. október 23.    |
| 8.   | Elengednélek        | 2,605 millió        | 2019. március 20.    |
| 9.   | Valaki mondta       | 2,235 millió        | 2023. december 20.   |
| 10.  | Szaladok            | 2,050 millió        | 2017. március 17.    |
| 11.  | Hazakísérlek        | 1,700 millió        | 2018. április 24.    |
| 12.  | Te maradtál         | 1,305 millió        | 2019. július 23.     |
| 13.  | Ellentétek          | 1,205 millió        | 2022. július 1.      |
| 14.  | Közelebb Húzlak     | 1,185 millió        | 2024. június 7.      |
| 15.  | Hálószoba           | 0,935 millió        | 2017. június 28.     |
| 16.  | Remélem Tudod       | 0,820 millió        | 2023. január 27.     |
| 17.  | Kislány             | 0,710 millió        | 2023. december 4.    |
| 18.  | Sorstalan           | 0,660 millió        | 2021. november 18.   |
| 19.  | Régebben Más Voltál | 0,660 millió        | 2022. szeptember 30. |
| 20.  | Szélcsend           | 0,655 millió        | 2014. július 13.     |
| 21.  | Sajnálom            | 0,430 millió        | 2021. március 5.     |
| 22.  | November 4.         | 0,380 millió        | 2024. december 11.   |
| 23.  | Halhatatlan         | 0,355 millió        | 2018. március 25.    |
| 24.  | Vadlovak            | 0,340 millió        | 2022. szeptember 30. |
| 25.  | Képtelenség         | 0,325 millió        | 2018. december 7.    |
| 26.  | Farkasok            | 0,295 millió        | 2024. október 11.    |

Frissítve: 2025. március 28.

## Díjak
| Év   | Díj              | Kategória        | Eredmény |
| ---- | ---------------- | ---------------- | -------- |
| 2017 | Petőfi Zenei Díj | Év Felfedezettje | Nyert    |
| 2017 | RTL Comet Díj    | Év Dala          | Jelölt   |
| 2018 | Fonogram Díj     | Év Felfedezettje | Nyert    |